# Solució de Dakin
La solució de Dakin és un líquid antisèptic utilitzat per a rentar ferides i mucoses, de color rosat i olor de lleixiu.

## Història
Durant la Primera Guerra Mundial, el químic d'origen britànic instal·lat als EUA Henry Drysdale Dakin va desenvolupar amb el cirurgià francès Alexis Carrel un antisèptic (el principi actiu del qual és el lleixiu) per a les ferides obertes o infectades, en el context dels treballs d'aquest últim en el tractament de ferides de guerra.
Té l'avantatge de no ser colorant (en contraposició a l'eosina, per exemple) i no produeix sensació d'irritació en el seu ús (a diferència del Betadine per exemple).

## Composició
Està feta a base d'hipoclorit de sodi al 0,5% de clor actiu (és a dir 5 000 ppm) complementada amb permanganat de potassi per estabilitzar-la vis-a-vis de la llum UV.
Les solucions d'hipoclorit tenen un alt pH (al voltant de 9); la solució és tamponada amb bifosfat de sodi per exemple. L'activitat màxima de la solució així obtinguda té un pH de 5.

## Espectre d'acció
Els derivats clorats tenen un ampli espectre i una forta acció contra els bacteris (grampositius, gramnegatius, micobacteris), llevats, floridures, els virus nus o embolicats i les espores.

## Conservació
L'hipoclorit a 5 000ppm no estabilitzat té una vida útil de 2 a 3 setmanes. Nogensmenys, un cop estabilitzat, pot conservar-se 30 mesos protegit de la llum, i a menys de 30 °C. Un copo obert el flascó, cal utilitzar-lo en els següents 15 dies.